# Гульпайгани, Сафи Лутфулла
Великий аятолла Сафи Лутфулла Гульпайгани (20 февраля 1919 — 1 февраля 2022) — иранский религиозный деятель.

## Биография
Родился 20 февраля 1919 года в Гольпайегане, провинция Исфахан, в семье религиозного деятеля, впоследствии аятоллы, Ахунда Муллы Мухаммада аль-Джавад ас-Сафи (1867—1958) — писателя, учителя и учёного в различных областях исламских наук, таких как фикх, калам, хадисы и других областях. Его матерью была Фатима — поэтесса, дочь аятоллы Ахунда Муллы Мухаммада Али. До 1940 учился в Гольпайегане под руководством Мархума Ахунда Муллы Абдул Касима, более известного как «Кутб», изучал арабский язык, калам, тафсир, хадисы, фикх. Впоследствии учился в семинарии в Наджафе, Ирак под руководством великого аятоллы Боруджерди. Во время исламской революции в Иране 1979 проявил себя сторонником революции.
Жил и преподавал в семинарии в городе Кум.
Скончался 1 февраля 2022 года на 103-м году жизни.